# 多氏高鬚魮
多氏高鬚魮（学名：Hypselobarbus dobsoni）为輻鰭魚綱鯉形目鲤科的其中一種，分布於亞洲印度西高止山，本魚體紡錘狀，沒有條紋或斑點，具2對觸鬚，上頜長，背鰭硬棘3枚；背鰭軟條9至13枚；臀鰭硬棘2枚；臀鰭軟條6枚，體長可達120公分，棲息在岩石底質且水深的溪流，屬雜食性，以植物及有機碎屑為食，繁殖期在季風季，可做為食用魚。

## 扩展阅读
維基物種上的相關：多氏高鬚魮